# Farmacias Similares S.A. de C.V.
Farmacias Similares, S.A de C.V. es un cadena de farmacias mexicana fundada en 1997 por Víctor González Torres en Ciudad de México que actualmente cuenta con más de 9,600 sucursales en México y América Latina.

## Historia
En 1997 se fundó y abrió la primera sucursal de Farmacias Similares por Víctor González Torres con el lema "Lo mismo pero mas barato" con el objetivo de ofrecer medicamentos genéricos con precios mas accesibles, por lo que comenzó a ganar popularidad y a expandirse por la Republica Mexicana, por lo que se introdujo consultorios médicos y al Dr. Simi.
Para 2003 ya contaban con más de 1000 sucursales en México y se comenzó a expandir a otros países de América Latina y a crear empresas y organizaciones variantes.
Durante la pandemia de Covid-19, Farmacias Similares comenzó a tomar lugar en la cultura popular por el Dr. Simi, incrementando sus ventas y popularidad. En 2022, Víctor González Herrera reemplazo a su padre, Víctor González Torres para poder encargarse el de la empresa. En 2024 se tomaron iniciativas de expandir Farmacias Similares a Estados Unidos teniendo una oficina en Austin, y la venta online de sus productos.

## Modelo de Negocio

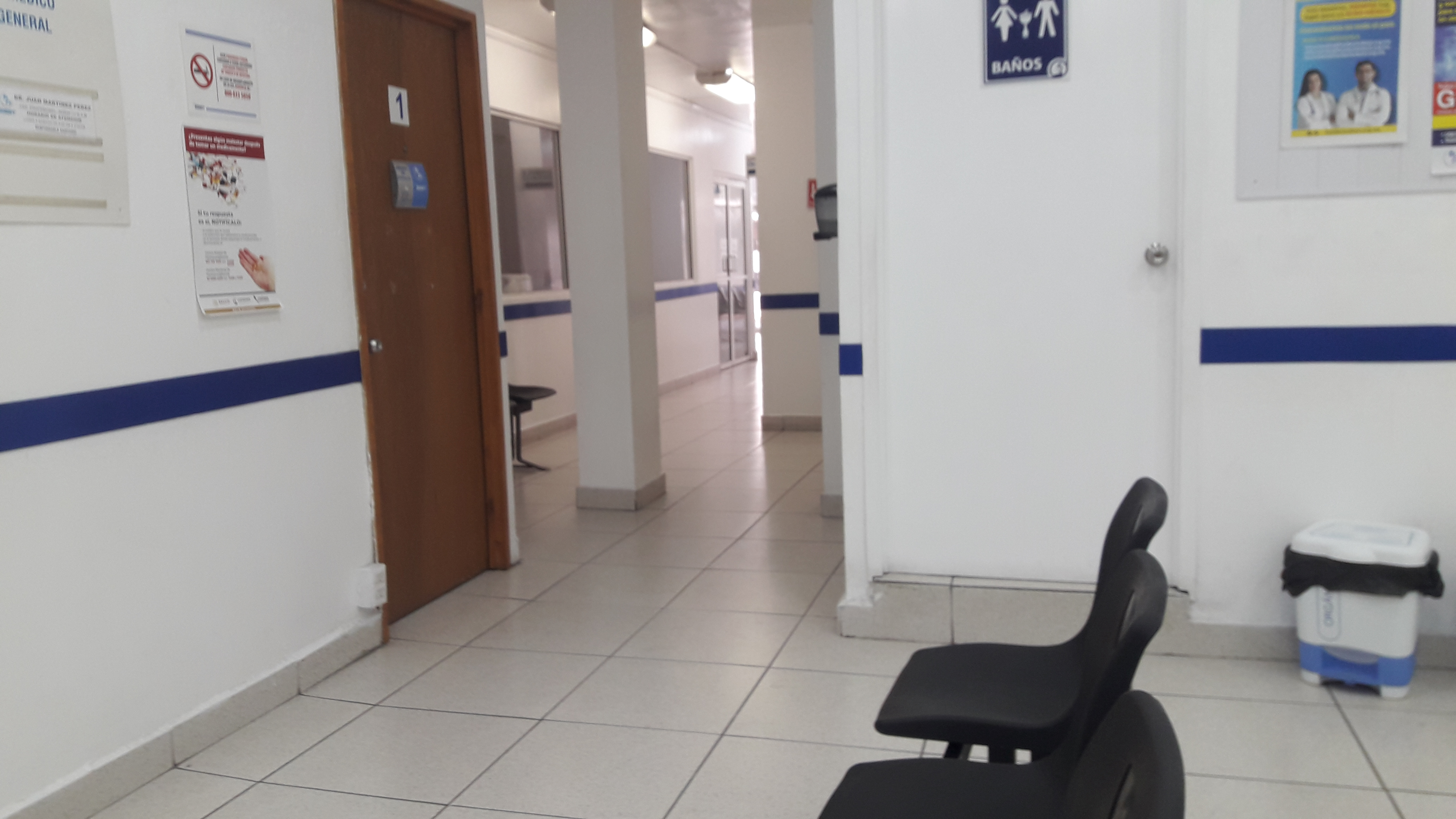
Consultorio médico de una sucursal de Farmacias Similares.

Persona esperando a ser atendida en un sucursal de Farmacias Similares.

El modelo de negocio de Farmacias Similares se basa en la venta de medicamentos genéricos a precios accesibles, complementado con servicios médicos de bajo costo y una estructura de franquicias. Esta estrategia ha permitido a la empresa posicionarse como una de las redes farmacéuticas más grandes de América Latina, con más de 9,600 sucursales operando en México y varios países de Centroamérica y Sudamérica, como Guatemala, Chile, Colombia y El Salvador. La compañía ha utilizado el modelo de franquicias como mecanismo de expansión. Durante las primeras décadas de operación, la mayoría de las sucursales funcionaban bajo este esquema. Esto permitió un crecimiento acelerado sin necesidad de una inversión directa masiva. Sin embargo, en años recientes, el grupo ha combinado este modelo con operaciones propias, retomando nuevamente la concesión de franquicias en 2023 luego de un periodo de suspensión.

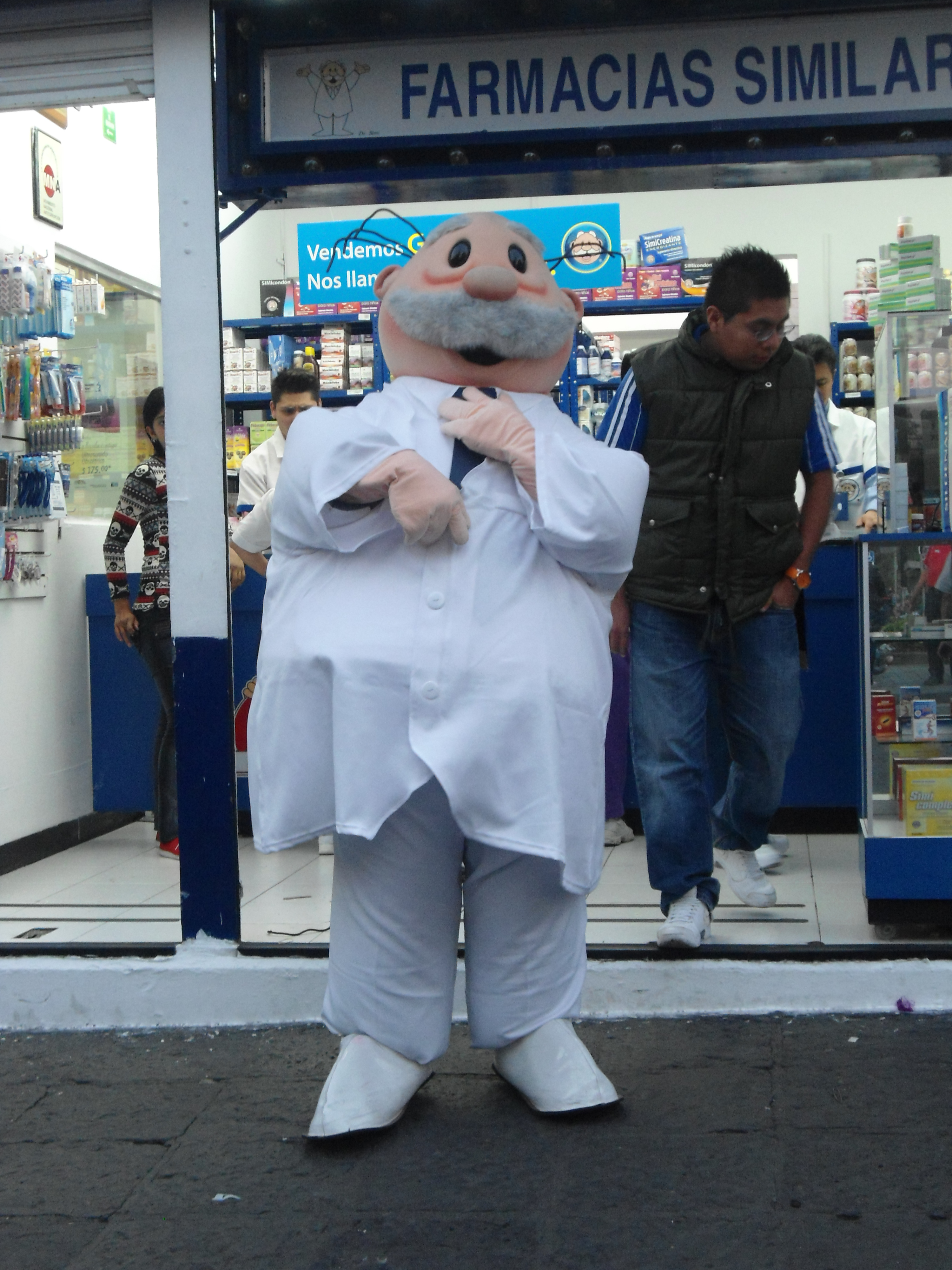
Botarga del Dr. Simi.

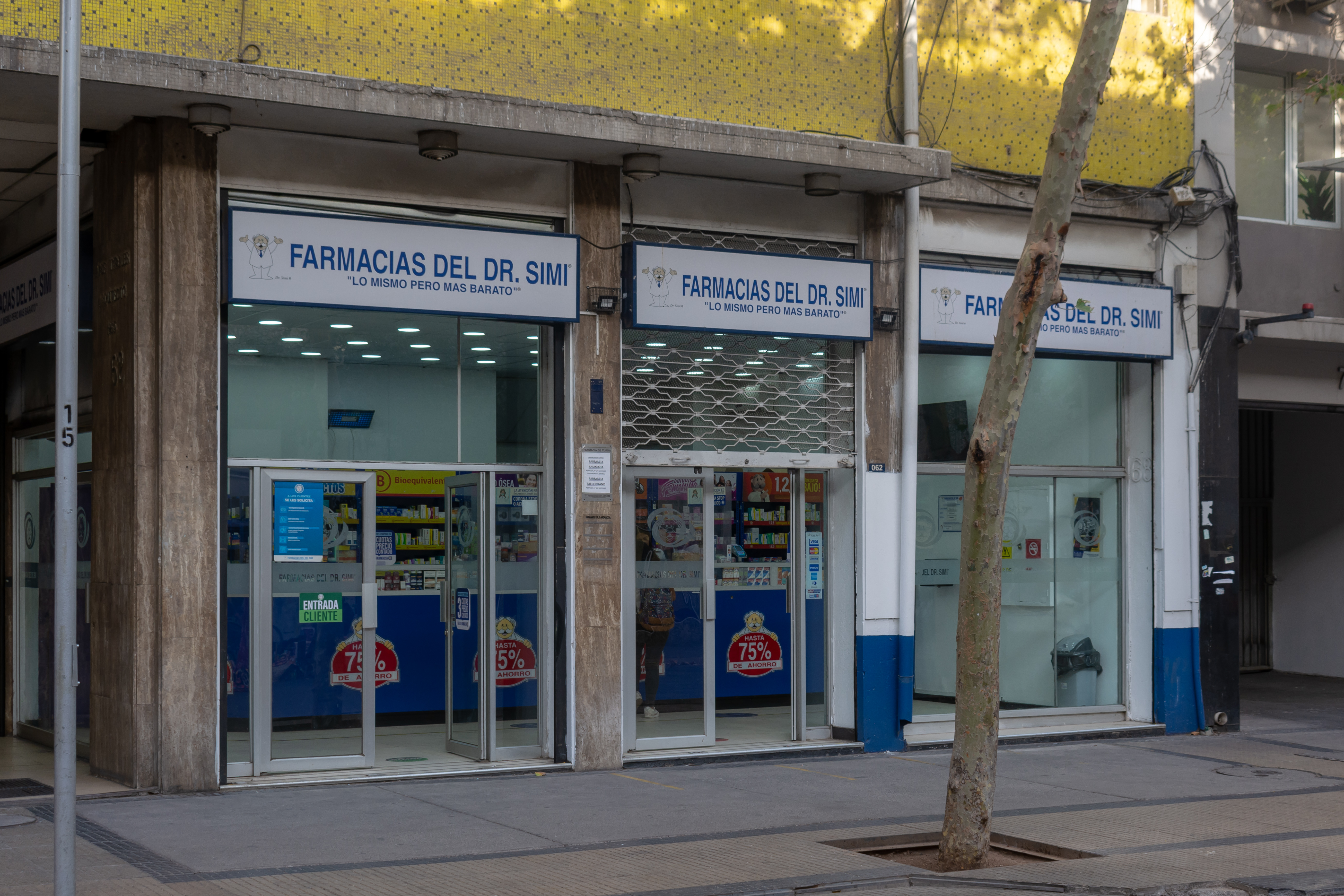
Sucursal de Farmacias Similares en Santiago de Chile nombrado de forma diferente.

Desde su fundación, Farmacias Similares también ha controlado una parte importante de su cadena de suministro. Trabaja estrechamente con laboratorios como Best y otras farmacéuticas nacionales para asegurar un abasto constante de medicamentos. Con la implementación de reformas sanitarias en México, especialmente las relacionadas con la bioequivalencia, la empresa se adaptó a las nuevas normativas para garantizar la calidad de sus productos, alineándose con los estándares de COFEPRIS. Además de los medicamentos, la empresa ha diversificado su portafolio ofreciendo suplementos alimenticios, productos de cuidado personal, productos naturales, snacks y vitaminas, muchos de ellos bajo marcas propias. Esta diversificación ha representado una fuente adicional de ingresos que complementa las ventas de fármacos con o sin receta.
Un componente distintivo de su posicionamiento ha sido su estrategia de marketing centrada en el personaje del Dr. Simi, un personaje publicitario que ha formado parte de la cultura popular. Esta figura ha sido utilizada en campañas publicitarias, eventos masivos, y recientemente ha cobrado relevancia internacional gracias a la costumbre popular de lanzar peluches del Dr. Simi en conciertos.